# Indotestudo elongata
Indotestudo elongata је гмизавац из реда корњача и фамилије Testudinidae.

## Угроженост
Ова врста се сматра угроженом.

## Распрострањење
Ареал врсте покрива средњи број држава. 
Врста је присутна у Индији, Бангладешу, Камбоџи, Лаосу, Бурми, Вијетнаму, Малезији, Непалу и Тајланду. Присуство у Кини је непотврђено.

## Станиште
Станиште врсте су слатководна подручја.